# Maison de Sasan
La Maison de Sasan (également connue sous le nom de Sassanides ou dynastie sassanide) est la famille qui a fondé l’Empire sassanide, régnant sur cet empire de 224 à 651 après J.-C. Elle commence avec Ardashir Iᵉʳ, qui nomme la dynastie en l’honneur de son prédécesseur, Sassan.

## Présentation
Le Shahanshah est l'unique régent, chef d’État et chef du gouvernement de l’empire. Parfois, le pouvoir passe de facto à d'autres responsables, notamment le spahbod. Lors de la conquête de l’empire par le califat islamique en 651, des membres de la famille impériale s'exilent en Chine après la mort de Yazdgard III, où ils sont accueillis à la cour impériale par l’empereur Gaozong. Bien qu’il y ait de nombreuses tentatives d’invasion de la Perse islamique avec le soutien chinois,, cette branche des Sassanides restera définitivement en Chine. Narseh, petit-fils de Yazdgard et dernier Sassanide répertorié en Chine, adoptera le nom de famille Li (李) en hommage à la famille impériale chinoise.
Les monarques sassanides prétendent descendre des Kayanides, une dynastie légendaire perse mentionnée dans l’Avesta, les textes sacrés du zoroastrisme, dont on pense qu’elle s’inspire de la dynastie achéménide tardive. Ainsi, Dara II (en), roi kayanide auquel Sasan aurait retracé sa lignée, est probablement inspiré de Darius III, dont l’empire fut conquis par Alexandre le Grand, tout comme celui de Dara. Une autre version est présentée dans le Kar-Namag i Ardashir i Pabagan, où Ardashir est présenté comme le fils de Sassan, un descendant de Darius III, et d'une fille de Papak, un seigneur féodal de Persis, dont le nom n’est pas mentionné. Cependant, ces récits divergents amènent certains historiens, comme Touraj Daryaee, à penser qu’Ardashir revendiquait simplement la descendance qui lui était la plus avantageuse. Relier Ardashir aux légendaires Kayanides par le surnom Kay, en plus de se connecter à Sasan, une divinité protectrice, et à Dara, une possible combinaison de Darius Iᵉʳ et de Darius III l’Achéménide, suggère une tentative de revendiquer une lignée achéménide.
De plus, le nom « Sasan » était supposé provenir de la forme épigraphique « Ssn » sur des objets et d'autres documents, ce qui laisse penser que Sasan serait basé sur une divinité zoroastrienne, bien qu’il ne soit mentionné ni dans l'Avesta ni dans aucun autre texte iranien. Martin Schwartz a récemment démontré que la divinité représentée sur les objets en céramique n’est pas liée à Sasan, mais représente Ssn, une ancienne déesse sémitique vénérée à Ugarit au deuxième millénaire avant notre ère. Le mot « Sasa » est inscrit sur des pièces trouvées à Taxila ; il est probablement lié à « Sasan », puisque les symboles sur les pièces sont similaires à ceux des pièces de Shapur Iᵉʳ, fils d'Ardashir. À la lumière de ces éléments, on peut supposer qu’Ardashir revendiquait une lignée divine et que les Sassanides auraient élevé le statut de Sasan jusqu’à celui d’une divinité,.

## Sources
- Marek Jan Olbrycht, The Parthian and Early Sasanian Empires: Adaptation and Expansion, Oxbow Books, 2016 (ISBN 9781785702082), « Dynastic Connections in the Arsacid Empire and the Origins of the House of Sāsān »
- Parvaneh Pourshariati, Decline and Fall of the Sasanian Empire: The Sasanian-Parthian Confederacy and the Arab Conquest of Iran, London and New York, I.B. Tauris, 2008 (ISBN 978-1-84511-645-3, lire en ligne)
- A. Shapur Shahbazi, « SASANIAN DYNASTY », dans Encyclopaedia Iranica, Online Edition, 2005 (lire en ligne) (consulté le 4 janvier 2014)
- Hamidreza Pasha Zanous et Esmaeil Sangari, « The Last Sasanians in Chinese Literary Sources: Recently Identified Statue Head of a Sasanian Prince at the Qianling Mausoleum », Iranian Studies, vol. 51, no 4,‎ 2018, p. 499–515 (DOI 10.1080/00210862.2018.1440966, S2CID 165568529, lire en ligne )